# Medium Mark D
Der Medium Mark D war ein mittelschwerer britischer Panzer aus dem Ersten Weltkrieg.

## Hintergründe
Großbritannien und Frankreich sahen im Ersten Weltkrieg zwei Möglichkeiten, die Mittelmächte zu besiegen. Man konnte Deutschland durch eine Seeblockade in die Knie zwingen oder in einer Bodenoffensive die Entscheidung suchen. Man beschloss, beide Strategien gleichzeitig zu verfolgen. Die Seeblockade war effektiv, aber die Wirkung setzte nur sehr allmählich ein. 1916 versuchte man durch ein enormes Übergewicht an Artillerie und die Mobilmachung der bislang noch nicht eingesetzten britischen Reservetruppen die Front zu durchbrechen. Dieser Versuch misslang, weil die Deutschen durch ihre Offensive bei Verdun die Pläne störten. Im Laufe des Jahres 1917 entwickelten die Entente-Mächte einen neuen Plan. Bis zum Jahr 1919 sollte eine Panzermacht aufgebaut werden, die so überwältigend stark sein sollte, dass sie die deutsche Front einfach überrollen könnte. Man hoffte dann (optimistisch geschätzt) rund 30.000 Panzer einsetzen zu können.
Auch wenn die strategischen Ziele durchaus ambitioniert waren, konnte man das von den damaligen taktischen Überlegungen nicht behaupten. Die meisten Generäle betrachteten die Panzertruppe lediglich als eine – allerdings unentbehrliche – Unterstützung der Infanterie. Panzer wurden dabei als spezielles Instrument gesehen, um Grabensysteme zu durchbrechen. Bei dem Entwurf eines Panzers wurde der Schwerpunkt auf das Steig- und Überschreitvermögen gelegt. Die Geschwindigkeit war sekundär und die Möglichkeiten der Kombination aus Beweglichkeit und Feuerkraft hatte man in ihrer Tragweite noch nicht erkannt. Als Folge davon glichen die Panzer eher beweglichen Festungen auf Kettenlaufwerken. Somit war der Panzer als Lösung für den Stellungskrieg entwickelt worden und mit dieser Aufgabe soweit identifiziert, dass Überlegungen für andere Verwendungen keinen Platz zu haben schienen. Wären die Gräben einmal durchbrochen, könnte man die Panzer hinter sich lassen und Infanterie und Kavallerie würden dies zu einem strategischen Durchbruch ausweiten, womit der Bewegungskrieg wieder möglich schien. Man hatte zu diesem Zeitpunkt auch keine andere Wahl, denn die Panzer waren wegen zu geringer Geschwindigkeit, Zuverlässigkeit und dem eingeschränkten Aktionsradius noch nicht für einen Bewegungskrieg geeignet.
Viele nahmen dies als gegeben hin, aber den Taktikern wurde klar, dass die Hoffnung auf einen schnellen Bewegungskrieg ohne Panzer eine Illusion war. Unwiderruflich würden sich nach einem Durchbruch nach kurzer Zeit die Fronten wieder festlaufen, so dass man warten musste, bis wieder eine ausreichende Anzahl an Panzerfahrzeugen für einen erneuten Vorstoß versammelt war. Eine unangenehme Aussicht – es könnte sehr lange dauern, bis Berlin erreicht wäre, vor allem weil sich die Deutschen in den Ardennen und Vogesen verschanzen konnten – beides Gebiete, die für Panzeroperationen ungeeignet waren.
Im Mai 1918 schrieb Generalmajor J.F.C. Fuller, der wichtigste britische Taktiker, die heute klassische Abhandlung: The Tactics of the Attack as affected by the Speed and Circuit of the Medium D Tank. In dieser Schrift, besser bekannt als Plan 1919, beschrieb er, wie eine neue Taktik die Lösung für das Problem sein könnte. Er forderte, vollkommen motorisierte und mechanisierte Heeresteile zu formen, die einen geglückten Durchbruch der schweren Panzer für ein strategisch tiefes Eindringen ausnutzen würden. Anstatt den Feind mühsam über eine breite Front zurückzudrängen, sollte durch einen schnellen Angriff auf einem schmalen Frontabschnitt seine Kommandostruktur gelähmt und die Nachschubwege abgeschnitten werden. Dazu wäre es erforderlich gewesen, entweder die Neutralität der Schweiz zu ignorieren oder eine Invasion an der belgischen Küste (bereits vorbereitet als Operation Hush) durchzuführen. Diese neue Taktik, die später als Blitzkrieg die Basis für die deutschen Erfolge zu Beginn des Zweiten Weltkriegs legte, war immens abhängig von der Existenz eines völlig neuen Panzertyps, der mindestens eine Geschwindigkeit von 30 km/h erreichen musste. Der Mark A (Whippet), der Medium Mark B und der Medium Mark C waren zwar Entwicklungen in diese Richtung, konnten die Anforderungen aber nicht erfüllen.

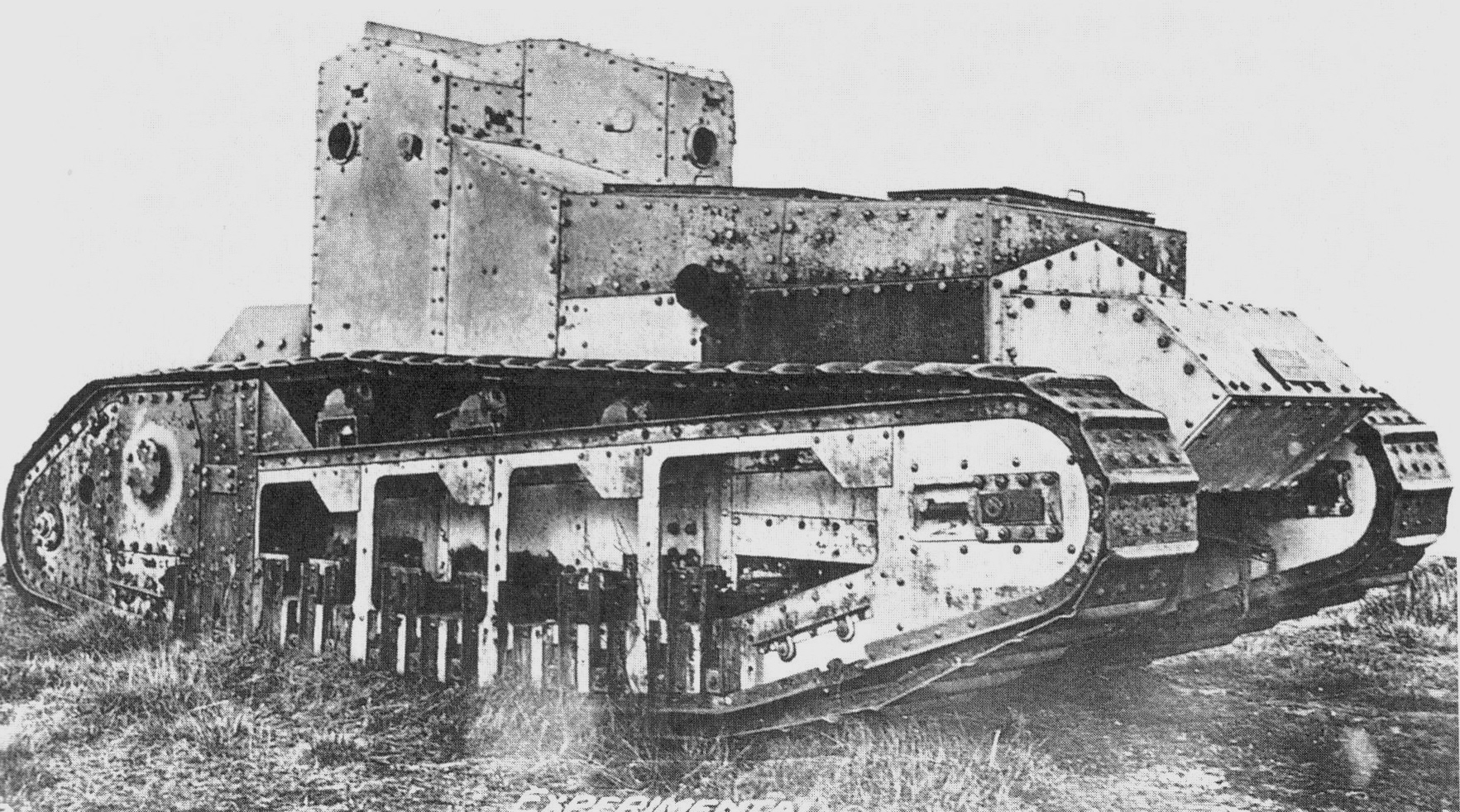
Johnsons umgebauter Mark A (Whippet) in der zweiten Version; es ist deutlich zu sehen, dass er das Heckteil eines Mark V am Whippet befestigt hat.

Darin gründeten Überlegungen zum Bau eines adäquaten Panzers, dem Medium Mark D.
Während der deutschen Frühjahrsoffensive im März 1918 wurden die Unzulänglichkeiten selbst des schwersten britischen Panzers Mark V, einem Bewegungskrieg standzuhalten, auf schmerzliche Weise deutlich. Der Plan 1919 wurde dann auch wohlwollend aufgenommen.
Es war bekannt, dass Major Philip Johnson, Chef des Central Workshop in Frankreich, schon 1917 versucht hatte, einen Mark IV mit einer Federung zu versehen – im Gegensatz zu den französischen und deutschen Panzern waren die britischen bis dahin noch ungefedert. Danach hatte er begonnen, einen Mark A Whippet mit Blattfedern, einem neuen Getriebe und einem wesentlich stärkeren Motor auszurüsten. So modifiziert erreichte das Fahrzeug eine Geschwindigkeit von 50 km/h. Johnson schien also der rechte Mann zu sein, um den neuen Panzer zu entwickeln. Man beförderte ihn zum Lieutenant Colonel und schickte ihn im August nach England zurück, um so schnell wie möglich seine Kenntnisse und Erfahrungen in einen einsatzfähigen Panzer umzusetzen. Mit welcher Eile man ans Werk ging, kann man daran erkennen, dass sofort bei John Fowler & Co. in Leeds eine Vorserie von vier Fahrzeugen bestellt wurde. Eine weitere Bestellung über sechs Panzer ging an Vickers Ltd. – das erste Mal, dass dieser später wichtigste britische Rüstungsbetrieb mit Panzern zu tun hatte.

## Entwicklungsphase
Als Johnson sich der Entwicklungsgruppe in Dollis Hill angeschlossen hatte, wurde ihm rasch klar, dass es schwierig werden würde, das in ihn gesetzte Vertrauen nicht zu enttäuschen. Er konnte nicht einfach den von ihm modifizierten Mark A in die Produktion übernehmen, da es sich noch nicht um ein vollwertiges Gefechtsfahrzeug handelte. Der neue Motor nahm dem Geschützturm, der beim Mark A ganz hinten platziert war, jede Aussicht. Als erste Lösung beschloss er, die Konstruktion einfach umzudrehen. Der Entwurf bekam so von Anfang an eine senkrechte Vorderseite. Der Fahrer blieb auf seiner alten Position und befand sich nun zwischen dem Heck und dem Geschützturm. Um einen einigermaßen ordentlichen Ausblick zu haben, erhielt er ein Spiegelperiskop und das Dach des Vorbaus ließ man nach vorne flach abfallen.
Johnson stieß aber auf ein noch viel grundlegenderes Problem. Der Rolls-Royce-Flugzeugmotor, den er für sein Experiment verwendet hatte, war zwar sehr kräftig, verbrauchte aber zu viel Benzin, denn der Panzer sollte nicht nur schnell sein, sondern auch eine große Reichweite haben. Fahrzeugmotoren mit den gewünschten Eigenschaften waren aber zu groß und hätten den Panzer zu schwer und zu langsam gemacht. Die einzige Möglichkeit, dies auszugleichen, bestand darin, den Rollwiderstand des Kettenlaufwerks durch einen völlig neuen Entwurf drastisch zu vermindern. Eine Federung war dafür die Grundvoraussetzung, aber konventionelle Blattfedern waren sehr schwer.
Der Zufall wollte es, dass Johnson schon jahrelang ein fanatischer Befürworter der Verwendung von Drahtseilen war, um Konstruktionen die nötige Stabilität zu verleihen. Es wurde also ein neues Kettenlaufwerk konstruiert, bei dem sich die Laufrollen frei nach oben bewegen konnten. Darüber wurde eine zweite Reihe Rollen angebracht und ein Drahtseil gespannt, das an beiden Enden durch eine Zugfeder unter Spannung gehalten wurde. Wenn sich die Laufrollen nach oben bewegten, spannten sie das Drahtseil und die Zugfedern sorgten für den nötigen Gegendruck. Es war ein leichtes und elegantes System mit dem einzigen Nachteil, dass der Federweg der Laufrollen nicht allzu groß war. Auch reagierte es sehr empfindlich auf Scherkräfte, da der Angriffspunkt auf das Drahtseil sehr klein war. Kleine Unebenheiten durften die Gleiskette nicht nach außen drücken, denn dann wurden die Laufrollen aus ihrer Aufhängung gedrückt oder die Drahtseile von den Gleitrollen gezogen.

## Die „Snake Track“-Gleiskette

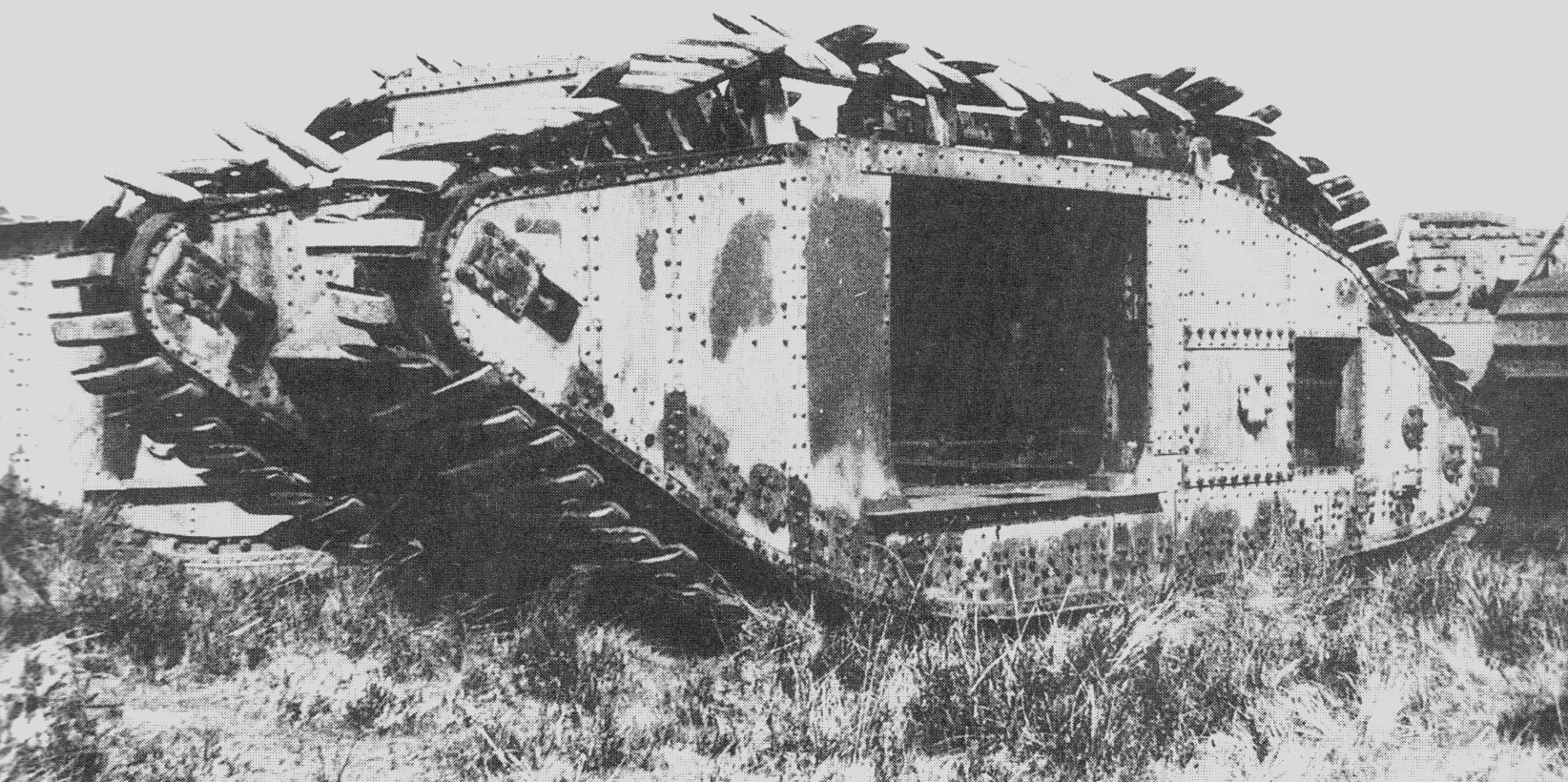
Die „Snake Track“-Kette, wie sie sich am Mark V bewährt hat.

Um die seitlichen Kräfte aufzunehmen, entwarf Johnson eine völlig neuartige Gleiskette, die Snake Track. Ihren Namen erhielt sie aufgrund der Tatsache, dass die Kettenglieder nicht durch Scharniere, sondern durch zentrale Kugelgelenke miteinander verbunden waren. So konnten sie sich in zwei Ebenen frei bewegen und einerseits die normale Rotation, andererseits eine Rollbewegung gegenüber dem tragenden Element, einem Drahtseil, das um die Lauf- und Gleitrollen lief, ausführen. Diese Gleiskette sah ungewöhnlich aus, die Kettenglieder zeigten in alle Richtungen, wenn sie oben frei auf den Gleitrollen nach vorne zurück liefen. Johnson ließ an der Unterseite die Laufwerkskomponenten zwischen zwei Drahtseile klemmen. Die Laufrollen wurden paarweise mit einer Aufhängung verbunden, die selbst an einer Stahlachse rotieren konnte; jede Aufhängung trug ein drittes Rad, das nach oben gegen das Federseil drückte.
Das Kettenlaufwerk machte insgesamt zwar einen zerbrechlichen Eindruck, aber als es bei Fowler zur Erprobung an einem Mark V angebracht wurde, erwies es sich als enorm stark. Die rotierenden Kettenglieder passten sich dem Untergrund an und der Medium D konnte mit einem 240 PS starken Armstrong-Siddeley-Puma-Flugzeugmotor mühelos 37 km/h erreichen.

## Nach dem Krieg

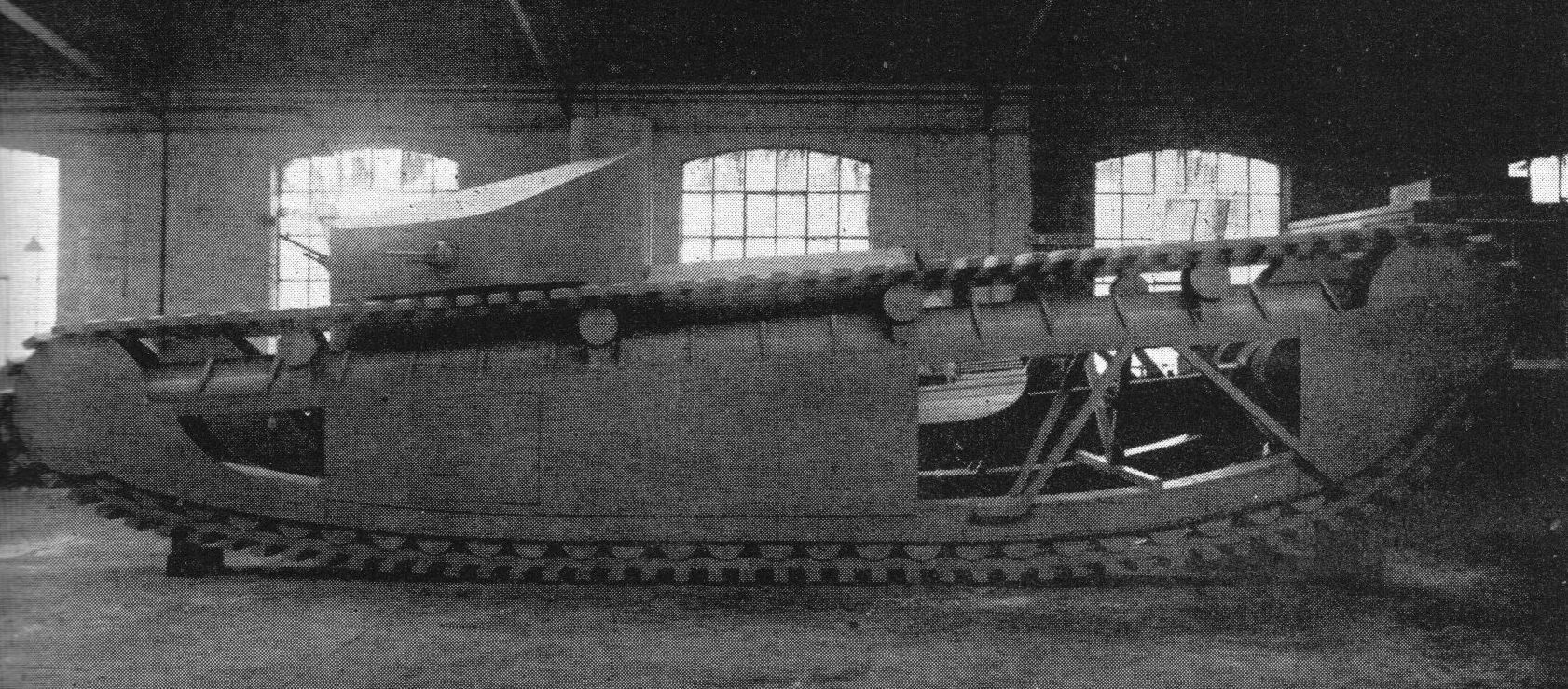
Das Holzmodel des Medium Mark D

Das Holzmodell des Medium Mark D wurde erst im November 1918 fertiggestellt, als der Krieg schon beendet war. Obwohl die meisten Panzerprojekte zu diesem Zeitpunkt abrupt beendet wurden, hielt Generalmajor Fuller, der seine Position verstärkt hatte und über einen großen Einfluss auf die Politik verfügte, die Weiterentwicklung dieses Panzers für essenziell wichtig für den Aufbau eines modernen britischen Heeres. Er veränderte die an das Projekt gestellten Anforderungen. In einer Parallele zur Entwicklung, die sich später nach dem Ende des Kalten Kriegs vollzog, sah er die Aufgabe des Heeres in erster Linie als Interventionsmacht. Der Panzer sollte also für längere Einsatzzeiten geräumiger und komfortabler werden und am besten auch amphibische Eigenschaften haben. Zu diesem Zeitpunkt wurde auch der Plan aufgegeben eine Male-Version mit einem Geschütz zu bauen, das hätte zu viel Platz in Anspruch genommen und auch besondere Schwierigkeiten bereitet, den Panzer wasserdicht zu machen. Der erste Prototyp wurde im Juni 1919 abgeliefert. Johnson rechtfertigte die abweichende Form des Kettenlaufwerks mit der Fähigkeit des Panzers, dadurch rückwärts etwas höhere Hindernisse überwinden zu können. Er behauptete auch, dass sein neues Kettenlaufwerk vornehmlich das Ziel hatte, Kurvenfahrten zu vereinfachen, da die Kettenglieder in gewissem Maß in der Kurve nachgeben konnten. Die ersten Fahrversuche verliefen zwar zufriedenstellend, aber insgesamt war das Fahrzeug nicht amphibisch.

### Medium D*

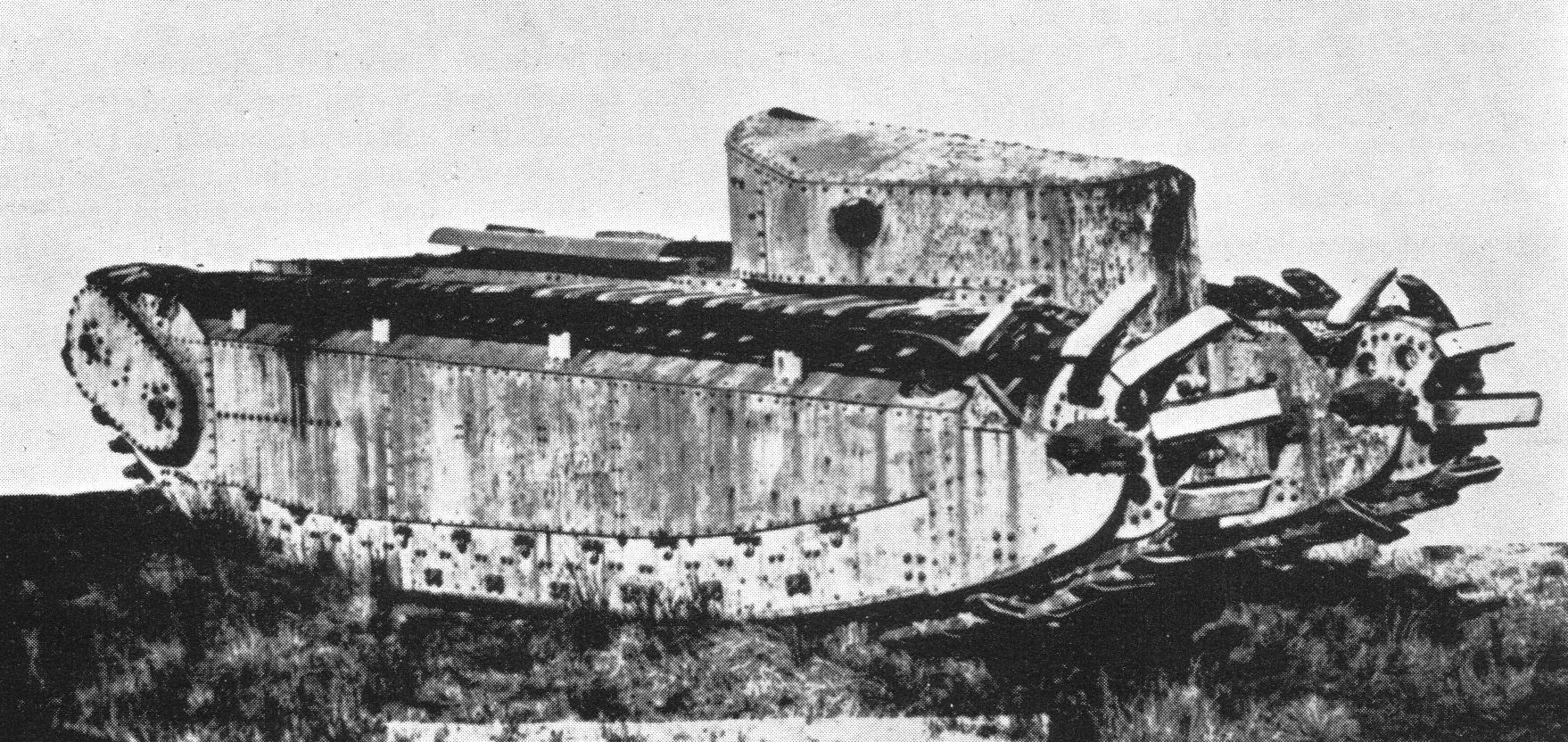
Der Medium D**, wie er sich 1928 auf dem Schrottplatz der Bovington Base befand.

Als erste Lösung dieses Problems wurde Ende 1919 bei einem der Vorserienpanzer, die inzwischen bei Vickers gebaut worden waren, der Rumpf von 2,2 m auf 2,56 m verbreitert. Das hatte nicht nur zum Ziel, den Auftrieb zu erhöhen – der war bei dem Prototyp schon nicht schlecht, da die Panzerung mit 10 mm nicht allzu schwer war –, sondern sollte vor allem die Stabilität verbessern. Dieser Medium D* genannte Typ entsprach aber noch immer nicht den Anforderungen.

### Medium D**
Aus diesem Grund wurde 1920 von Vickers bei einem zweiten Vorserienfahrzeug der Rumpf vollständig durch Verlängerung, Verbreiterung (auf 2,7 m) und den Einbau von Auftriebskörpern geändert. Dieser Panzer, der Medium D**, erzielte bei einer Testfahrt bei Christchurch hervorragende Fahrergebnisse und konnte sich im Wasser allein durch das Laufenlassen der Ketten fortbewegen – eine Methode, die viele leichtere Panzerfahrzeug noch heute verwenden. Damit war er der erste amphibische Panzer der Welt.

### Medium Mark DM

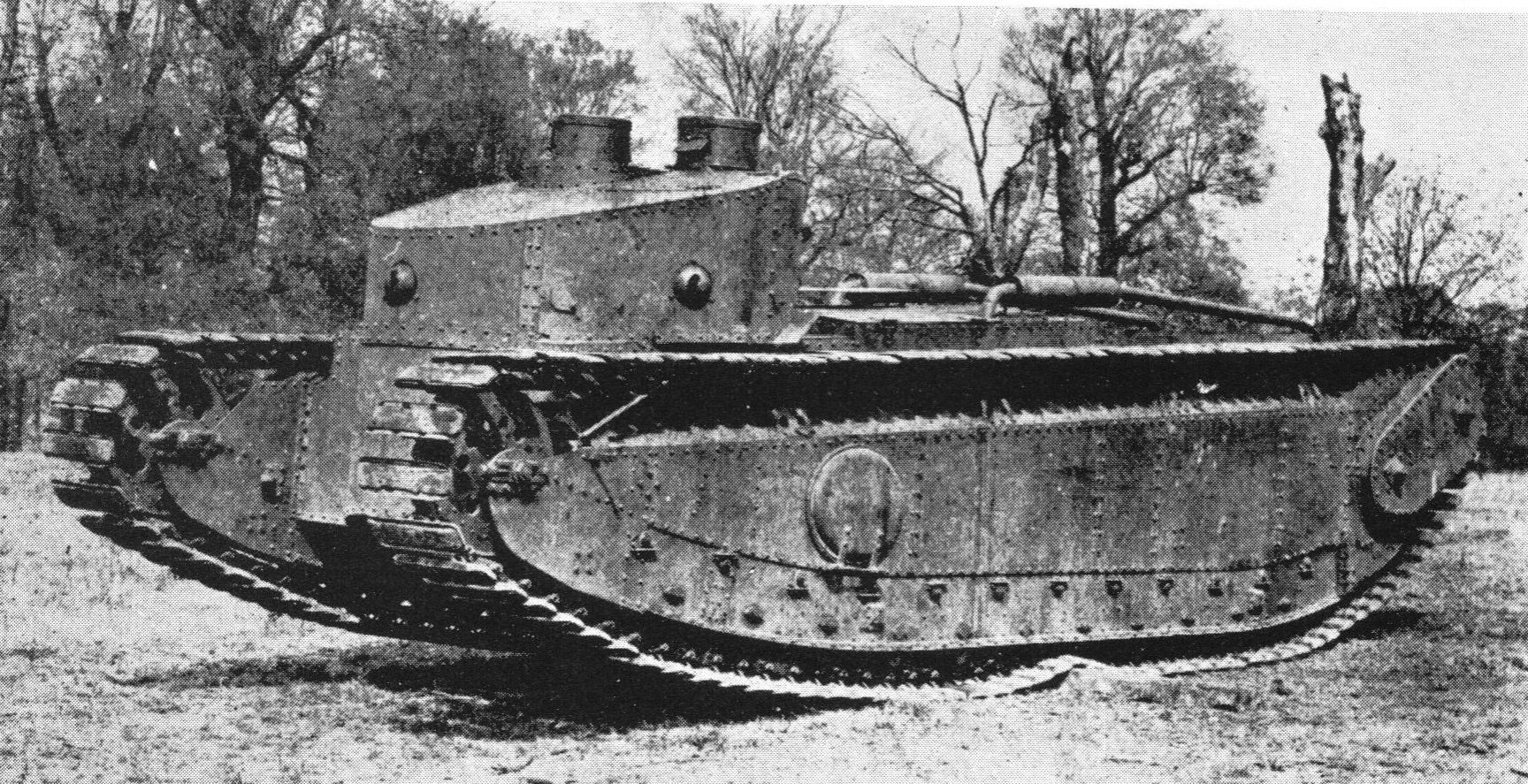
Der Medium Mark DM

Schon 1919 hatte die oberste Heeresleitung – der Army Council – beschlossen, für den Ankauf von 75 Medium D eine Summe von einer Million Pfund bereitzustellen. Spätere Berechnungen zeigten, dass man für diese Summe 45 Panzer anschaffen konnte. Die Bestellung sah den Einbau von Motoren des Typs Rolls-Royce Eagle Mark VIII vor. Noch etwas später wurde die Anzahl auf 20 Einheiten gesenkt, letztendlich wurden nur drei Einheiten gebaut. Ihre Typbezeichnung lautete Medium DM, wobei das „M“ für modified stand. Sie waren eine leicht geänderte Version des Medium D**. Der wichtigste sichtbare Unterschied war, dass der Geschützturm nun auch ein Spiegelperiskop für einen Kommandanten hatte, sodass der Fahrer noch weniger sah. Zuerst sollte das Kommando über den Panzer durch den Fahrer geführt werden, was aber durch General Elles, seit 1917 Kommandant des Panzerkorps, verworfen wurde. Eines der Fahrzeuge scheint während einer Erprobungsfahrt gesunken zu sein.
Die ersten beiden Fahrzeuge wurden am 27. Juli 1921 vom 2. Panzerbataillon in Dienst genommen. Die Produktion wurde dann unterbrochen, da viele mechanische Probleme noch immer nicht gelöst waren. Im Juli 1922, als bereits 290.000 Pfund ausgegeben waren, wurde das Projekt vom Imperial General Staff beendet.

## Leichter Infanteriepanzer

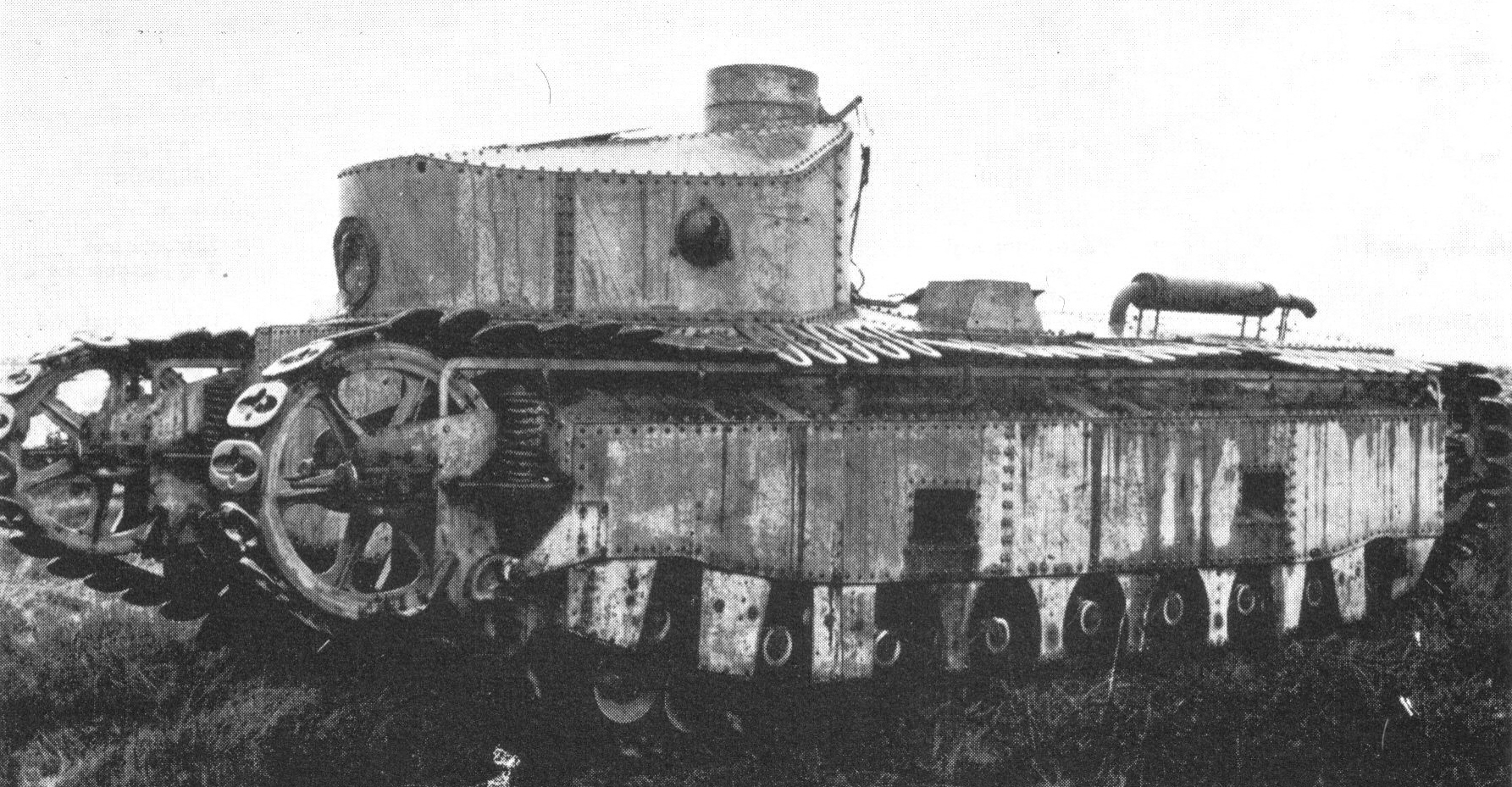
Der Leichte Infanteriepanzer

1920 wurde Johnson zusammen mit seinem Stab demobilisiert. Das Tank Department arbeitete aber weiter und versuchte, neue Absatzmärkte zu erschließen. Ein möglicher Kunde war die Infanterie, die darauf hoffte, die gesamte Panzerwaffe übernehmen zu können. Johnson entwarf einen speziellen leichten Infanteriepanzer, den Light Infantry Tank der eigentlich nichts anderes war, als ein verkürzter Medium D. Das Laufwerk war oben glatt gezogen und hatte einen neuen Typ von Kettengliedern. Die Panzerung war nun so dünn, dass das Gesamtgewicht nur noch knapp 8 Tonnen betrug, sodass dank eines Hall-Scott-Motors mit mehr als 100 PS eine Geschwindigkeit von 50 km/h erreicht werden konnte. Der Bedarf an einem solchen Fahrzeug war aber bei der Infanterie nicht wirklich vorhanden und so blieb es bei einem Prototyp. 1923 wurde das Tank Department geschlossen und am 10. August 1924 jede Beteiligung der Behörden am Medium-D-Projekt beendet.

## Export

### Tropenpanzer

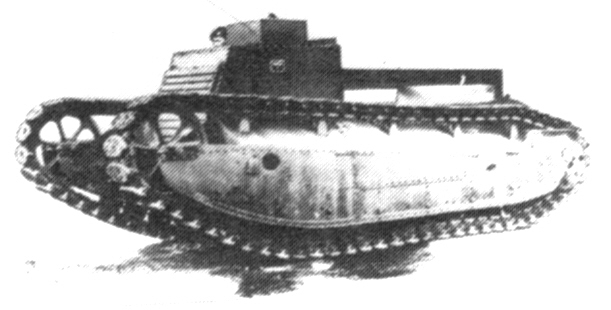
Der erste Prototyp des Tropenpanzers

Schon im Dezember 1919 hatte Johnson eine Reise nach Indien unternommen, um einen der Mark-D-Prototypen unter tropischen Bedingungen zu testen. Das Fahrzeug wurde dazu an der Außenseite mit einer Asbestdämmung gegen die Hitze ausgestattet. Danach entwarf er drei unterschiedliche, vom leichten Panzer abgeleitete Fahrzeuge für den Gebrauch in den Kolonien, die sogenannten Tropical Tanks aus dem Jahr 1921. Der erste Typ hatte einen geänderten, deutlich eckigeren Geschützturm mit aufklappbaren Jalousien an der Vorderseite für eine bessere Durchlüftung. Der zweite Typ war stark verkürzt und trug an der Rückseite zwei diagonal platzierte zylinderförmige Türme. Der dritte Typ war ein Nachschubpanzer. Keiner dieser Panzer wurde in Gebrauch genommen.

### Amerika

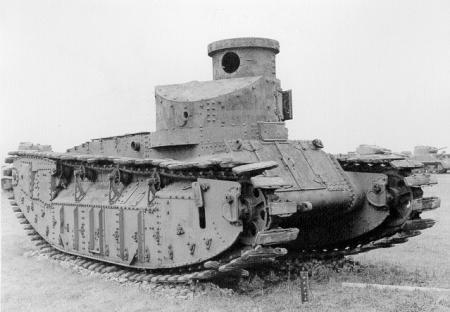
Der M1922 Medium Tank

Ab 1920 versuchte Johnson seine revolutionäre Aufhängung einem breiteren Publikum bekannt zu machen, indem er einige LKW-Fahrgestelle damit ausrüstete. So entstanden der Light D und der Light D*. Einer davon wurde zur Erprobung in die Vereinigten Staaten verschifft und das Fahrgestell erreichte soviel Aufmerksamkeit, dass die United States Army es für ihr M1922 Medium-Tank-Projekt verwendete. Der Prototyp dieses Projektes ist das letzte noch bestehende Fahrzeug, alle anderen wurden 1940 verschrottet.